# 全米批評家協会賞
全米批評家協会賞（National Book Critics Circle Awards）は、全米批評家協会（National Book Critics Circle：NBCC）が「英語で出版された最も優れた書籍と批評」を奨励するために毎年授与しているアメリカの文学賞である。
毎年、前暦年に米国で出版された書籍を対象に、小説（Fiction）、ノンフィクション（General Non-Fiction）、詩（Poetry）、回顧録／自叙伝（Autobiography）、伝記（Biography）、批評（Criticism）の6つの部門で賞が授与される。このうち4部門はNBCC賞の全歴史にまたがっており、1983年から2004年までは「回想録／自伝」と「伝記」が1つの「自伝／伝記」賞で表彰され、その後2つの賞で表彰されるようになった。2014年からは、2008年に死去した文芸批評家でNBCC創設メンバーのジョン・レナードに敬意を表してジョン・レナード賞（John Leonard Prize）と名付けられた、6部門すべてにまたがる特別な「処女作」賞も授与している[3]。

## 受賞作一覧

### 小説部門
- 第1回 （1976年） - E・L・ドクトロウ 『ラグタイム』 "Ragtime"
- 第2回 （1977年） - ジョン・ガードナー "October Light"
- 第3回 （1978年） - トニ・モリスン 『ソロモンの歌』 "Song of Solomon"
- 第4回 （1979年） - ジョン・チーヴァー 『橋の上の天使』 "The Stories of John Cheever"
- 第5回 （1980年） - トーマス・フラナガン "The Year of the French"
- 第6回 （1981年） - ジョン・アップダイク 『金持になったウサギ』 "Rabbit Is Rich"
- 第7回 （1982年） - スタンリー・エルキン "George Mills"
- 第8回 （1983年） - ウィリアム・ケネディ（英語版） 『黄昏に燃えて』 "Ironweed"
- 第9回 （1984年） - ルイーズ・アードリック 『ラブ・メディシン』 "Love Medicine"
- 第10回 （1985年） - アン・タイラー 『アクシデンタル・ツーリスト』 "The Accidental Tourist"
- 第11回 （1986年） - レイノルズ・プライス "Kate Vaiden"
- 第12回 （1987年） - フィリップ・ロス 『背信の日々』 The Counterlife""
- 第13回 （1988年） - バーラティ・ムーカジ 『ミドルマン』 "The Middleman and Other Stories"
- 第14回 （1989年） - E・L・ドクトロウ 『ビリー・バスゲイト』 "Billy Bathgate"
- 第15回 （1990年） - ジョン・アップダイク 『さようならウサギ』 "Rabbit at Rest"
- 第16回 （1991年） - ジェーン・スマイリー 『大農場』 "A Thousand Acres"
- 第17回 （1992年） - コーマック・マッカーシー 『すべての美しい馬』 "All the Pretty Horses"
- 第18回 （1993年） - アーネスト・J・ゲインズ 『ジェファーソンの死』 "A Lesson Before Dying"
- 第19回 （1994年） - キャロル・シールズ 『ストーン・ダイアリー』 "The Stone Diaries"
- 第20回 （1995年） - スタンリー・エルキン "Mrs. Ted Bliss"
- 第21回 （1996年） - ジーナ・ベリオー "Women in Their Beds"
- 第22回 （1997年） - ペネロピ・フィッツジェラルド "The Blue Flower"
- 第23回 （1998年） - アリス・マンロー "The Love of a Good Woman"
- 第24回 （1999年） - ジョナサン・レセム『マザーレス・ブルックリン』 "Motherless Brooklyn"
- 第25回 （2000年） - ジム・クレイス 『死んでいる』 "Being Dead"
- 第26回 （2001年） - W・G・ゼーバルト 『アウステルリッツ』 "Austerlitz"
- 第27回 （2002年） - イアン・マキューアン 『贖罪』 "Atonement"
- 第28回 （2003年） - エドワード・P・ジョーンズ "The Known World"
- 第29回 （2004年） - マリリン・ロビンソン "Gilead"
- 第30回 （2005年） - E・L・ドクトロウ "The March"
- 第31回 （2006年） - キラン・デサイ "The Inheritance of Loss"
- 第32回 （2007年） - ジュノ・ディアズ 『オスカー・ワオの短く凄まじい人生』"The Brief Wondrous Life of Oscar Wao"
- 第33回 （2008年） - ロベルト・ボラーニョ 『2666』"2666"
- 第34回 （2009年） - ヒラリー・マンテル 『ウルフ・ホール』"Wolf Hall"
- 第35回 （2010年） - ジェニファー・イーガン（英語版）『ならずものがやってくる』"A Visit From the Goon Squad"
- 第36回　(2011年)　- イーディス・パールマン（英語版） 『双眼鏡からの眺め』"Binocular Vision: New and Selected Stories"
- 第37回　(2012年)　- ベン・ファウンテン『ビリー・リンの永遠の一日』"Billy Lynn's Long Halftime Walk"
- 第38回　(2013年)　- チママンダ・ンゴズィ・アディーチェ『アメリカーナ』"Americanah"
- 第39回　(2014年)　- マリリン・ロビンソン "Lila"
- 第40回　(2015年)　- ポール・ビーティー（英語版）"The Sellout"
- 第41回　(2016年)　- ルイーズ・アードリック "LaRose"
- 第42回　(2017年)　- Joan Silber "Improvement"
- 第43回　(2018年)　- アンナ・バーンズ『ミルクマン』"Milkman"
- 第44回　(2019年)　- エドウィージ・ダンティカ "Everything Inside"
- 第45回 （2020年） - マギー・オファーレル『ハムネット』''Hamnet''
- 第46回 （2021年） - Honorée Fanonne Jeffers  ''The Love Songs of W.E.B. Du Bois''
- 第47回 （2022年） - Ling Ma  ''Bliss Montage''
- 第48回 （2023年） - Lorrie Moore I Am Homeless if This Is Not My Home

### ノンフィクション部門
- 第1回 （1976年） - R・W・B・ルイス "Edith Wharton"
- 第2回 （1977年） - マキシーン・ホン・キングストン（英語版） 『チャイナタウンの女武者』 "The Woman Warrior"
- 第3回 （1978年） - ウォルター・ジャクソン・ベイト（英語版）"Samuel Johnson"
- 第4回 （1979年） - モーリーン・ハウァド（英語版）"Facts of Life"
- 第4回 （1979年） - ギャリー・ウィルズ（英語版）"Inventing America"
- 第5回 （1980年） - テルフォード・テイラー（英語版）"Munich: The Price of Peace"
- 第6回 （1981年） - スティーヴン・ジェイ・グールド 『人間の測りまちがい：差別の科学史』 "The Mismeasure of Man"
- 第7回 （1982年） - ロバート・カロ（英語版）"The Path of Power: The Years of Lyndon Johnson"
- 第8回 （1983年） - シーモア・M・ハーシュ "The Price of Power: Kissinger in the Nixon White House"
- 第9回 （1984年） - フリーマン・ダイソン 『核兵器と人間』 "Weapons and Hope"
- 第10回 （1985年） - J・アンソニー・ルーカス（英語版）"Common Ground: A Turbulent Decade in the Lives of Three American Families"
- 第11回 （1986年） - ジョン・ダワー 『容赦なき戦争：太平洋戦争における人種差別』 "War Without Mercy: Race and Power in the Pacific War"
- 第12回 （1987年） - リチャード・ローズ 『原子爆弾の誕生』 "The Making of the Atomic Bomb"
- 第13回 （1988年） - テイラー・ブランチ "Parting the Waters: America in the King Years, 1954-63"
- 第14回 （1989年） - マイケル・ドリス "The Broken Cord"
- 第15回 （1990年） - シェルビー・スティール 『黒い憂鬱：90年代アメリカの新しい人種関係 』 "The Content of Our Character: A New Vision of Race in America"
- 第16回 （1991年） - スーザン・ファルーディ 『バックラッシュ：逆襲される女たち 』 "Backlash: The Undeclared War Against America Women"
- 第17回 （1992年） - ノーマン・マクリーン 『マクリーンの渓谷：若きスモークジャンパーたちの悲劇』 "Young Men and Fire"
- 第18回 （1993年） - アラン・ローマックス "The Land Where the Blues Began"
- 第19回 （1994年） - リン・H・ニコラス 『ヨーロッパの略奪：ナチス・ドイツ占領下における美術品の運命』 "The Rape of Europa: The Fate of Europe's Treasures in the Third Reich and the Second World War"
- 第20回 （1995年） - ジョナサン・ハー "A Civil Action"
- 第21回 （1996年） - ジョナサン・ラバン "Bad Land"
- 第22回 （1997年） - アン・ファディマン "The Spirit Catches You and You Fall Down"
- 第23回 （1998年） - フィリップ・ゴーレイヴィッチ 『ジェノサイドの丘：ルワンダ虐殺の隠された真実』 "We Wish to Inform You That Tomorrow We Will be Killed With Our Families"
- 第24回 （1999年） - ジョナサン・ワイナー 『時間・愛・記憶の遺伝子を求めて：生物学者シーモア・ベンザーの軌跡』 "Time, Love, Memory: A Great Biologist and His Quest for the Origins of Behavior"
- 第25回 （2000年） - テッド・コノヴァー "Newjack: Guarding Sing Sing"
- 第26回 （2001年） - ニコルソン・ベイカー "Double Fold: Libraries and the Assault on Paper"
- 第27回 （2002年） - サマンサ・パワー "“A Problem from Hell”: America and the Age of Genocide"
- 第28回 （2003年） - ポール・ヘンドリクソン "Sons of Mississippi"
- 第29回 （2004年） - ディアメイド・マックロック（英語版）"The Reformation: A History"
- 第30回 （2005年） - スヴェトラーナ・アレクシエーヴィッチ　"Voices from Chernobyl: The Oral History of a Nuclear Disaster"
- 第31回 （2006年） - サイモン・シャーマ　"Rough Crossings: Britain, the Slaves and the American Revolution"
- 第32回 （2007年） - ハリエット・A・ワシントン（英語版）ハリエット・A・ワシントン　"Medical Apartheid: The Dark History of Medical Experimentation on Black Americans From Colonial Times to the Present"
- 第33回 （2008年） - デクスター・フィルキンス（英語版）『そして戦争は終わらない ―「テロとの戦い」の現場から』"The Forever War"
- 第34回 （2009年） - リチャード・ホルムズ（英語版）"The Age of Wonder: How the Romantic Generation Discovered the Beauty and Terror of Science"
- 第35回 （2010年） - イザベル・ウィルカーソン（英語版）"The Warmth of Other Suns: The Epic Story of America's Great Migration"
- 第36回 （2011年） - マヤ・ジャサノフ（英語版）"Liberty's Exiles: American Loyalists in the Revolutionary World"
- 第37回 （2012年） - アンドリュー・ソロモン"Far from the Tree: Parents, Children, and the Search for Identity"
- 第37回 （2013年） - シェリ・フィンク（英語版）『メモリアル病院の5日間 ― 生か死か――ハリケーンで破壊された病院に隠された真実』"Five Days at Memorial: Life and Death in a Storm-Ravaged Hospital"
- 第37回 （2014年） - デイヴィッド・ブリオン・デイヴィス（英語版）"The Problem of Slavery in the Age of Emancipation"
- 第38回 （2015年） - サム・クイノーンズ（英語版）"Dreamland: The True Story of America’s Opiate Epidemic"
- 第39回 （2016年） - マシュー・デスモンド（英語版）"Evicted: Poverty and Profit in the American City"
- 第40回 （2017年） - フランシス・フィッツジェラルド（英語版）"The Evangelicals: The Struggle to Shape America"
- 第41回 （2018年） - Steve Coll（英語版）"Directorate S: The C.I.A. and America’s Secret Wars in Afghanistan and Pakistan"
- 第42回 （2019年） - Patrick Radden Keefe（英語版）"Say Nothing: A True Story of Murder and Memory in Northern Ireland"
- 第43回 （2020年） - Tom Zoellner（英語版）"Island on Fire: The Revolt That Ended Slavery in the British Empire"
- 第44回 （2021年） - クリント・スミス（英語版）『場所からたどるアメリカと奴隷制の歴史:米国史の真実をめぐるダークツーリズム』"How the Word Is Passed: A Reckoning with the History of Slavery Across America"
- 第45回 （2022年） - Isaac Butler（英語版）"The Method: How the Twentieth Century Learned to Act"
- 第46回 （2023年） - Roxanna Asgarian（）"We Were Once a Family: A Story of Love, Death, and Child Removal in America"

### 伝記・自叙伝部門
- 第1回（1976年）から第7回（1982年）まで表彰なし
- 第8回 （1983年） - ジョイス・ジョンソン "Minor Characters"
- 第9回 （1984年） - ジョゼフ・フランク "The Years of Ordeal, 1850-1859"
- 第10回 （1985年） - レオン・エデル "Henry James: A Life"
- 第11回 （1986年） - セオドア・ローゼンガーテン "Tombee: Portrait of a Cotton Planter"
- 第12回 （1987年） - ドナルド・R・ハワード "Chaucer: His Life, His Works, His World"
- 第13回 （1988年） - リチャード・エルマン "Oscar Wilde"
- 第14回 （1989年） - ジェフリー・C・ワード  "A First-Class Temperament: The Emergence of Franklin Roosevelt"
- 第15回 （1990年） - ロバート・キャロ  "Means of Ascent: The Years of Lyndon Johnson, Vol. II"
- 第16回 （1991年） - フィリップ・ロス 『父の遺産』 "Patrimony: A True Story"
- 第17回 （1992年） - キャロル・ブライトマン "Writing Dangerously: Mary McCarthy and Her World"
- 第18回 （1993年） - エドマンド・ホワイト 『ジュネ伝』 "Genet"
- 第19回 （1994年） - マイケル・ギルモア 『心臓を貫かれて』 "Shot in the Heart"
- 第20回 （1995年） - ロバート・ポリート "Savage Art: A Biography of Jim Thompson"
- 第21回 （1996年） - フランク・マコート 『アンジェラの灰』 "Angela's Ashes"
- 第22回 （1997年） - ジェームズ・トビン "Ernie Pyle's War: America's Eyewitness to World War II"
- 第23回 （1998年） - シルヴィア・ナサー 『ビューティフル・マインド』 "A Beautiful Mind"
- 第24回 （1999年） - ヘンリー・ヴィンセック "The Hairstons: An American Family in Black and White"
- 第25回 （2000年） - ハーバート・ビックス 『昭和天皇』 "Hirohito and the Making of Modern Japan"
- 第26回 （2001年） - アダム・シスマン（英語版） 『ジョン・ル・カレ伝』"Boswellís Presumptuous Task: The Making of the Life of Dr.Johnson"
- 第27回 （2002年） - ジャネット・ブラウン "Charles Darwin: The Power of Place, Vol. II"
- 第28回 （2003年） - ウィリアム・トーブマン "Khrushchev: The Man and His Era"
- 第29回 （2004年） - マーク・スティーヴンス、アナリン・スワン "De Kooning: An American Master"

2005年より伝記部門と自伝部門に分かれた

#### 伝記部門
- 2005年 	カイ・バード（英語版）、マーティン・シャーウィン 『オッペンハイマー 「原爆の父」と呼ばれた男の栄光と悲劇』 "American Prometheus: The Triumph and Tragedy of J. Robert Oppenheimer"
- 2006年 	ジュリー・フィリップス（英語版）"James Tiptree, Jr.: The Double Life of Alice B. Sheldon"
- 2007年 	en:Tim Jeal "Stanley: The Impossible Life of Africa's Greatest Explorer"
- 2008年 	en:Patrick French "The World is What it is: The Authorized Biography of V.S. Naipaul"
- 2009年 	en:Blake Bailey "Cheever: A Life"
- 2010年 	サラ・ベイクウェル（英語版）"How To Live, Or A Life Of Montaigne"
- 2011年 	ジョン・ルイス・ギャディス "George F. Kennan: An American Life"
- 2012年 	ロバート・カロ "The Passage of Power: The Years of Lyndon Johnson"
- 2013年 	レオ・ダムロッシュ（英語版）"Jonathan Swift: His Life and His World"
- 2014年 	ジョン・ラー（英語版）"Tennessee Williams: Mad Pilgrimage of the Flesh"
- 2015年 	シャーロット・ゴードン（英語版）"Romantic Outlaws: The Extraordinary Lives of Mary Wollstonecraft and Her Daughter Mary Shelley"
- 2016年 	ルース・フランクリン（英語版）"Shirley Jackson: A Rather Haunted Life"
- 2017年 	キャロライン・フレイザー（英語版）"Prairie Fires: The American Dreams of Laura Ingalls Wilder"
- 2018年 	Christopher Bonanos "Flash: The Making of Weegee the Famous"
- 2019年 	Josh Levin（英語版）"The Queen: The Forgotten Life Behind an American Myth"
- 2020年 	Amy Stanley（英語版）Amy Stanley "Stranger in the Shogun's City: A Japanese Woman and Her World"
- 2021年 	Rebecca Donner（英語版）"All the Frequent Troubles of Our Days: The True Story of the American Woman at the Heart of the German Resistance to Hitler"
- 2022年 	Beverly Gage（英語版）"G-Man: J. Edgar Hoover and the Making of the American Century"
- 2023年 	Jonny Steinberg（）"Winnie and Nelson: Portrait of a Marriage"

#### 自伝部門
- 2005年 	フランシーヌ・デュ・プレシックス・グレイ（英語版）"Them: A Memoir of Parents"
- 2006年 	Daniel Mendelsohn "The Lost: A Search for Six of Six Million"
- 2007年 	エドウィージ・ダンティカ『愛するものたちへ、別れのとき』 "Brother, I'm Dying"
- 2008年 	Ariel Sabar "My Father's Paradise: A Son's Search for His Jewish Past in Kurdish Iraq"
- 2009年 	Diana Athill "Somewhere Towards the End"
- 2010年 	ダリン・ストラウス（英語版）"Half a Life"
- 2011年 	Mira Bartók "The Memory Palace"
- 2012年 	リアン・シャプトン（英語版）"Swimming Studies"
- 2013年 	エイミー・ウィレンツ（英語版）"Farewell, Fred Voodoo: A Letter From Haiti"
- 2014年 	ロズ・チャスト（英語版）"Can’t We Talk About Something More Pleasant?"
- 2015年 	マーゴ・ジェファーソン（英語版）"Negroland"
- 2016年 	ホープ・ヤーレン（英語版）『ラボ・ガール ― 植物と研究を愛した 女性科学者の物語』"Lab Girl"
- 2017年 	Xiaolu Guo（英語版）"Nine Continents: A Memoir In and Out of China"
- 2018年 	Nora Krug（英語版） "Belonging: A German Reckons With History and Home"
- 2019年 	Chanel Miller（英語版） "Know My Name: A Memoir"
- 2020年 	キャシー・パーク・ホン 『マイナーな感情 アジア系アメリカ人のアイデンティティ』"Minor Feelings: An Asian American Reckoning"
- 2021年 	Jeremy Atherton Lin（英語版） "ay Bar: Why We Went Out"
- 2022年 	Hua Hsu（英語版） "Stay True: A Memoir"
- 2023年 	Safiya Sinclair（英語版） "How to Say Babylon: A Memoir"

### 詩部門
- 第1回 （1976年） - ジョン・アッシュベリー「凸面鏡の自画像」"Self-Portrait in a Convex Mirror"『ジョン・アッシュベリー詩集』所収
- 第2回 （1977年） - エリザベス・ビショップ "Geography III"
- 第3回 （1978年） - ロバート・ローウェル「その日」"Day By Day"『ロバート・ロウエル詩集』所収
- 第4回 （1979年） - L・E・シスマン "The Collected Poems of L. E. Sissman"
- 第5回 （1980年） - フィリップ・ルヴィーン "Ashes / 7 Years From Somewhere"
- 第6回 （1981年） - A・R・アモンズ "A Coast of Trees"
- 第7回 （1982年） - カーサ・ポリット "Antarctic Traveler"
- 第8回 （1983年） - ジェイムズ・メリル "The Changing Light at Sandover"
- 第9回 （1984年） - シャロン・オールズ "The Dead and the Living"
- 第10回 （1985年） - ルイーズ・グリュック "The Triumph of Achilles"
- 第11回 （1986年） - エドワード・ハーシュ "Wild Gratitude"
- 第12回 （1987年） - C・K・ウィリアムズ "Flesh and Blood"
- 第13回 （1988年） - ドナルド・ホール "That One Day"
- 第14回 （1989年） - ロドニー・ジョーンズ "Transparent Gestures"
- 第15回 （1990年） - エイミィ・ガースラー "Bitter Angel"
- 第16回 （1991年） - アルバート・ゴールドバース "Heaven and Earth: A Cosmology"
- 第17回 （1992年） - ヘイデン・カルース "Collected Shorter Poems 1946-1991"
- 第18回 （1993年） - マーク・ドティ "My Alexandria"
- 第19回 （1994年） - マーク・ルドマン "Rider,"
- 第20回 （1995年） - ウィリアム・マシューズ "Time and Money"
- 第21回 （1996年） - ロバート・ハス "Sun Under Wood"
- 第22回 （1997年） - チャールズ・ライト "Black Zodiac"
- 第23回 （1998年） - マリー・ポンソ "The Bird Catcher"
- 第24回 （1999年） - ルース・ストーン "Ordinary Words"
- 第25回 （2000年） - ジュディ・ジョーダン "Carolina Ghost Woods"
- 第26回 （2001年） - アルバート・ゴールドバース "Saving Lives"
- 第27回 （2002年） - B・H・フェアチャイルド "Early Occult Memory Systems of the Lower Midwest "
- 第28回 （2003年） - スーザン・スチュワート "Columbarium"
- 第29回 （2004年） - アドリエンヌ・リッチ "The School Among the Ruins"
- 第30回 （2005年） - ジャック・グルバート　"Refusing Heaven"
- 第31回 （2006年） - Troy Jollimore "Tom Thomson in Purgatory"
- 第32回 （2007年） - Mary Jo Bang "Elegy"
- 第33回 （2008年） - en:August Kleinzahler "Sleeping it Off in Rapid City", en:Juan Felipe Herrera "Half the World in Light"
- 第34回 （2009年） - en:Rae Armantrout "Versed"
- 第35回 （2010年） - en:Carolyn D. Wright "One With Others"
- 第36回 （2011年） - en:Laura Kasischke "Space, In Chains"
- 第37回 （2012年） - en:D. A. Powell "Useless Landscape, or A Guide for Boys"
- 第38回 （2013年） - en:Frank Bidart "Metaphysical Dog"
- 第39回 （2014年） - en:Claudia Rankine "Citizen: An American Lyric"
- 第40回 （2015年） - en:Ross Gay, "Catalogue of Unabashed Gratitude"
- 第41回 （2016年） - en:Ishion Hutchinson "House of Lords and Commons"
- 第42回 （2017年） - en:Layli Long Soldier "Whereas"
- 第43回 （2018年） - en:Ada Limón, "The Carrying"
- 第44回 （2019年） - Morgan Parker, "Magical Negro"
- 第45回 （2020年） - Francine J. Harris（英語版）, "Here Is The Sweet Hand"
- 第46回 （2021年） - Diane Seuss（英語版）, "Frank: Sonnets"
- 第47回 （2022年） - Cynthia Cruz（英語版）, "Hotel Oblivion"
- 第48回 （2004年） - 金惠順 "Phantom Pain Wings"

### 批評部門
- 第1回 （1976年） - ポール・ファッセル（英語版）"The Great War and Modern Memory"
- 第2回 （1977年） - ブルーノ・ベッテルハイム 『昔話の魔力』 "The Uses of Enchantment"
- 第3回 （1978年） - スーザン・ソンタグ 『写真論』 "On Photography"
- 第4回 （1979年） - メイヤー・シャピロ（英語版）『モダン・アート：19-20世紀美術研究』 "Modern Art"
- 第5回 （1980年） - エレーヌ ペイゲルス（英語版）『ナグ・ハマディ写本：初期キリスト教の正統と異端』 "The Gnostic Gospels"
- 第6回 （1981年） - ヴァージル・トムソン "A Virgil Thomson Reader"
- 第7回 （1982年） - ゴア・ヴィダル "The Second American Revolution and Other Essays"
- 第8回 （1983年） - ジョン・アップダイク "Hugging the Shore: Essays and Criticism"
- 第9回 （1984年） - ロバート・ハス（英語版）"Twentieth Century Pleasures: Prose on Poetry"
- 第10回 （1985年） - ウィリアム・ギャス "Habitations of the Word: Essays"
- 第11回 （1986年） - ヨシフ・ブロツキイ "Less Than One: Selected Essays"
- 第12回 （1987年） - ロバート・コーンフィールド&ウィリアム・マッケイ（編） "Dance Writings, Edwin Denby"
- 第13回 （1988年） - クリフォード・ギアーツ 『文化の読み方 / 書き方』 "Works and Lives: The Anthropologist as Author"
- 第14回 （1989年） - ジョン・クライヴ "Not by Fact Alone: Essays on the Writing and Reading of History"
- 第15回 （1990年） - アーサー・ダントー "Encounters and Reflections: Art in the Historical Present"
- 第16回 （1991年） - ローレンス・K・リンガー "Holocaust Testimonies: The Ruins of Memory"
- 第17回 （1992年） - ゲリー・ウィルズ（英語版）『リンカーンの三分間：ゲティズバーグ演説の謎』 "Lincoln at Gettysburg: The Words That Remade America"
- 第18回 （1993年） - ジョン・ディズィクス "Opera in America: A Cultural History"
- 第19回 （1994年） - ジェラルド・アーリー（英語版）"The Culture of Bruising: Essays on Prizefighting, Literature and Modern American Culture"
- 第20回 （1995年） - ロバート・ダーントン（英語版）『禁じられたベストセラー ― 革命前のフランス人は何を読んでいたか』"The Forbidden Best-Sellers of Pre-Revolutionary France"
- 第21回 （1996年） - ウィリアム・グラス "Finding a Form"
- 第22回 （1997年） - マリオ・バルガス・リョサ "Making Waves"
- 第23回 （1998年） - ゲイリー・ギディンス（英語版）"Visions of Jazz"
- 第24回 （1999年） - ホルヘ・ルイス・ボルヘス "Selected Non-Fictions"
- 第25回 （2000年） - シンシア・オジック（英語版）"Quarrel & Quandary"
- 第26回 （2001年） - マーティン・エイミス "The War Against Cliché: Essays and Reviews, 1971-2000"
- 第27回 （2002年） - ウィリアム・グラス "Tests of Time"
- 第28回 （2003年） - レベッカ・ソルニット "River of Shadows: Eadweard Muybridge and the Technological Wild West"
- 第29回 （2004年） - パトリック・ニート（英語版）"Where You're At: Notes From the Frontline of a Hip-Hop Planet"
- 第30回 （2005年） - ウィリアム・ローガン（英語版）"The Undiscovered Country: Poetry in the Age of Tin"
- 第31回 （2006年） - Lawrence Weschler "Everything That Rises: A Book of Convergences"
- 第32回 （2007年） - アレック・ロス（英語版）"The Rest Is Noise: Listening to the Twentieth Century"
- 第33回 （2008年） - en:Seth Lerer "Children's Literature: A Readers' History: Reader's History from Aesop to Harry Potter"
- 第34回 （2009年） - ユーラ・ビス（英語版）"Notes From No Man's Land: American Essays"
- 第35回 （2010年） - Clare Cavanagh "Lyric Poetry and Modern Politics: Russia, Poland, and the West"
- 第36回 （2011年） - ジェフ・ダイアー（英語版）"Otherwise Known as the Human Condition: Selected Essays and Reviews"
- 第37回 （2012年） - マリーナ・ウォーナー（英語版）"Stranger Magic: Charmed States and the Arabian Nights"
- 第38回 （2013年） - フランコ・モレッティ"Distant Reading"
- 第39回 （2014年） - エレン・ウィリス "The Essential Ellen Willis, edited by Nona Willis Aronowitz"
- 第40回 （2015年） - マギー・ネルソン（英語版）"You Play the Girl: On Playboy Bunnies, Stepford Wives, Train Wrecks, & Other Mixed Messages"
- 第41回 （2016年） - キャロル・アンダーソン（英語版）"White Rage: The Unspoken Truth of Our Racial Divide"
- 第42回 （2017年） - カリーナ・チョカーノ（英語版）"The Argonauts"
- 第43回 （2018年） - ゼイディー・スミス "Feel Free: Essays"
- 第44回 （2019年） - Saidiya Hartman（英語版）"Wayward Lives, Beautiful Experiments: Intimate Stories of Social Upheaval"
- 第45回 （2020年） - Nicole R. Fleetwood（英語版）"Marking Time: Art in the Age of Mass Incarceration"
- 第46回 （2021年） - Melissa Febos（英語版）"Girlhood"
- 第47回 （2022年） - Timothy Bewes（英語版）"Free Indirect: The Novel in a Postfictional Age"
- 第48回 （2023年） - Tina Post（英語版）"Deadpan: The Aesthetics of Black Inexpression"

### ジョン・レナード賞
- 2013年 - Anthony Marra（英語版）"A Constellation of Vital Phenomena"
- 2014年 - Phil Klay（英語版）"Redeployment"
- 2015年 - Kirstin Valdez Quade（英語版）"Night at the Fiestas"
- 2016年 - ヤア・ジャシ"Homegoing"
- 2017年 - カルメン・マリア・マチャド（英語版）"Her Body and Other Parties"
- 2018年 - トミー・オレンジ"There There"
- 2019年 - Sarah M. Broom（英語版）"The Yellow House"
- 2020年 - Raven Leilani（英語版）"Luster"
- 2021年 - Anthony Veasna So（英語版）"Afterparties: Stories"
- 2022年 - Morgan Talty（英語版）"Night of the Living Rez"
- 2023年 - Tahir Hamut Izgil（英語版）"Waiting to Be Arrested at Night "